# 髭黃魴鮄
髭黃魴鮄為輻鰭魚綱鮋形目黃魴鮄科 的其中一種。

## 分布
本魚分布於厄瓜多、巴拿馬、尼加拉瓜太平洋岸海域。

## 深度
水深約102公尺。

## 特徵
本魚體呈鮮紅色，體延長，略呈紡錘狀。頭部前端平扁，眼眶骨向前延長成角狀，無棘或鋸齒。兩個短的後頸棘，肛門前方有三對腹板。全身被骨板，胸鰭下方兩條游離鰭條，背鰭有一黑色斑點，背鰭連續，硬棘部與鰭條部之間有一凹刻。體長約13.7公分。

## 經濟利用
非食用魚。